# Beharena
Beharena is een plaats en commune in het zuiden van Madagaskar, behorend tot het district Befotaka, dat gelegen is in de regio Atsimo-Atsinanana. Tijdens een volkstelling in 2001 telde de plaats 6.363 inwoners.
In de commune liggen de volgende dorpjes:
- Akira
- Ankarapotsy
- Beharena
- Efasy
- Ianakody
- Mahabo